# Khadia Diarisso
Khadia Diarisso (27 gennaio 1962) è un'ex cestista senegalese.

## Carriera
Con il Senegal ha disputato i Campionati mondiali del 1979.